# Leila Mourad
Leila Mourad (en arabe : ليلى مراد), née le 17 février 1918 à Al Daher (Le Caire) et morte le 21 novembre 1995 au Caire, est une chanteuse et actrice égyptienne. Elle est également créditée comme « Laila Mourad » ou « Layla Mourad ».

## Biographie

### Enfance et formation
Leila Mourad est née à Al Daher le 17 février 1918 d'un père égyptien,,,, Zaki Mourad (de son vrai nom Ibrahim Zaki Mordechai Assouline), un chanteur respecté, musicien et chantre religieux ou Hazan dans les années 1920, et d'une mère d'origine juive polonaise, Gamilah Salmon, qui a donné naissance aussi à Isak, Ibrahim, Malak, Mounir et Samihah Mourad. Son frère Mounir Mourad (en) devient aussi un acteur et un compositeur.

### Début de carrière
Le compositeur juif égyptien Dawood Hosni, qui a composé la première opérette en langue arabe, a contribué à lancer la carrière de Leila Mourad en composant deux chansons pour elle : Hairana Leh Bein El-Eloub (Pourquoi ne pas choisir parmi les amateurs) et Howa el dala'a ya'ani khessam (Est-ce que signifie daliance m'éviter ?). Mais le véritable succès est venu quand le compositeur égyptien Mohammed Abdel Wahab l'a entendue chanter et lui a donné un rôle dans son film Yahia el Hob (Viva l'amour!) en 1938.
En 1953, elle a été choisie à la place d'Oum Kalsoum, comme chanteuse officielle de la révolution égyptienne. Peu de temps après, une rumeur circule disant que Leila Mourad a visité Israël, où elle a de la famille, et a donné 50 000 livres égyptiennes à son armée. Ces soupçons d'espionnage entraînent l'interdiction par la Syrie de ses chansons et de ses films, et son boycott par des stations de radio arabes. Elle nie ces allégations et quand une enquête judiciaire est demandée, maintient son innocence, en déclarant : « Je suis une musulmane égyptienne »[réf. nécessaire]. Aucune preuve n'a été constatée. Le gouvernement égyptien finit par conclure que les accusations portées contre la chanteuse étaient sans fondement.
Philippe Figuero suggère que le président Nasser, alors en pourparlers secrets avec Israël, aurait voulu envoyer un message indirect à l'État hébreu prouvant que l'Égypte ne nourrissait aucune inimitié envers les Juifs. Il aurait également insisté pour que la Syrie mette fin au boycott. Mais ces efforts n'auraient donné aucun résultat.

### Fin de carrière
À trente-sept ans, en pleine gloire, Leila Mourad met brusquement fin à sa carrière sans donner d'autre explication que « vouloir pleurer la mort d'Anouar Wagdi » Elle refuse tout interview, et vit désormais en recluse. Selon son neveu Joseph Assouline , elle aurait voulu, comme Greta Garbo, « rester à tout jamais [...] le symbole de l'éternelle séduction ».
Néanmoins, Leila Mourad reste populaire et aimée par tous les Égyptiens, musulmans et non-musulmans, même si le public ne considère pas sa conversion comme crédible, mais plutôt comme une tentative de ne pas perdre sa popularité.
Les relations de Leila Mourad avec sa famille sont difficiles, peut-être en raison de sa conversion à l'Islam[réf. nécessaire]. Entre 1967 et 1970, des centaines d'hommes juifs égyptiens ont été déportés vers les camps de détention d'Abou Zaabal et Tura, y compris le frère de Leila, Isak Zaki. Les familles des détenus ont été autorisées à s'y rendre début 1968, certains[Qui ?] ont noté que Leila Mourad n'a jamais rendu visite à son frère.
Leila Mourad a fait quelques brèves réapparitions pendant le Ramadan en 1970, quand elle a lu Fawazeer Ramadan de Salah Jaheen (Les énigmes du Ramadan), un programme quotidien de la radio traditionnelle tenu durant le mois sacré du Ramadan.

### Vie de famille
Leila Mourad a épousé Anwar Wagdi (1947-1954), un musulman, malgré l'opposition de son père. Ils se sont mariés et ont divorcé trois fois. Leila a expliqué ses divorces par le fait qu'elle n'était pas pleinement conscient de la gravité de la maladie de Wagdi, constamment irritable et difficile à vivre. Plus tard, elle épouse Waguih Abaza, puis le réalisateur Fatin Abdul Wahab et elle donne naissance à un fils, Zaki Fatin Abdel Wahab. Ils ont divorcé en 1969.

### Mort
Leila Mourad est morte dans un hôpital du Caire en 1995.

## Chansons
Ses chansons célèbres incluent :
- Yama Arak el nasim
- Ya msafer nous Hawak nassi
- Dalleli Albi
- leeh khaletni Ahebak
- Elmaya nous el hawa
- Ya AAZ mn Ainy
- Sanaten wana ahayel feek
- Etmakhtary
- El Hob Gamil
- Monaya fi Korbak
- Abgad Hawaz
- Einy Betref, en duo avec l'acteur égyptien Naguib AlRaihani

## Filmographie
- Sayedat al-Qitar (Lady sur le train), 1953.
- Ward el gharam (Fleurs de l'amour), 1952.
- Ghazal Al Banat (Flirt de filles), 1949.
- El Hawa wal chabab (Amour et de la Jeunesse), 1948.
- Darbet el Kadar (Le Coup du destin), 1947.
- Qalbi Dalili (Mon cœur est mon guide), 1947.
- Khatem Suleiman (La bague de Salomon), 1947.
- Leila bint el Agnia (Leila, fille du riche), 1947.
- Leila bint el fukara (Leila, fille des pauvres), 1946.
- El Madi el maghoul (Le passé oublié), 1946.
- Shadia al wadi (Le Chanteur dans la vallée), 1946.
- Leila fil Zalam (Leila dans les ombres), film de Togo Mizrahi, 1944.
- Leila, bint al-madaress (Leila, l'écolière), film de Togo Mizrahi, 1942.
- Laila, ghadet el camelia (Leila, Dame de la Camélias), film de Togo Mizrahi, 1942.
- Shuhaddaa el gharam (Roméo et Juliette), 1942.
- Leila, bint el rif (Leila, la fille du pays), film de Togo Mizrahi, 1941.
- Laila momtera (Stormy Night), film de Togo Mizrahi, 1940.
- Moyeu Yahya el (Vive l'amour), 1938.

## Postérité
La série de télévision Ana Albi Dalili, à propos de Leila Mourad, a débuté en 2009. Il s'agit d'une production égyptienne dirigée par le réalisateur syrien Muhamad Zuhair Rajab. Safa Sultan, une actrice syrienne, joue Leila Mourad, Ahmed Flukhs, Anwar Wagdi. Izat Abou Ouf, un acteur égyptien, joue Zaki Mourad et Hala Fahr, Miriam, la tante de Leila Mourad.